# 神戸親和大学
神戸親和大学（こうべしんわだいがく、英語: Kobe Shinwa University）は、日本の私立大学。兵庫県神戸市北区に本部を置く。略称は親和 。
2023年4月に男女共学化するとともに、大学名が神戸親和女子大学（こうべしんわじょしだいがく、英語: Kobe Shinwa Women's University）から変更された。

## 沿革
- 1887年（明治20年）10月5日 - 佐々木祐誓を中心に神戸市内元町の善照寺内に私立親和女学校を開校
- 1892年（明治25年）11月2日 - いったん閉校された親和女学校が友国晴子の熱意と努力によって再興
- 1895年（明治28年）12月 - 下山手7丁目に新校舎が完成
- 1896年（明治29年）1月 - 新校舎へ移転
- 1908年（明治41年）
  - 2月26日 - 親和高等女学校の設立認可
  - 9月12日 - 校訓「誠実、堅忍不抜、忠恕温和」および校章を制定
- 1910年（明治43年） - 財団法人親和高等女学校を設立
- 1916年（大正05年） - 友国晴子が、多年の教育功労に対し藍綬褒章を受ける
- 1928年（昭和03年） - 鉄筋コンクリート4階建ての新校舎が完成。友国晴子が勲六等を叙せられ瑞宝章を受ける
- 1947年（昭和22年）4月1日 - 親和中学校を併設
- 1948年（昭和23年）7月21日 - 親和高等女学校が親和女子高等学校となる
- 1951年（昭和26年）2月23日 - 運営母体が学校法人親和学園となる
- 1966年（昭和41年）
  - 1月25日 - 親和女子大学設置認可
  - 4月1日 - 親和女子大学開学（文学部国文学科・英文学科）
- 1972年（昭和47年）
  - 1月28日 - 文学部に児童教育学科設置認可
  - 4月1日 - 文学部に児童教育学科開設
- 1976年（昭和51年）11月7日 - 大学開学10周年記念式典を挙行
- 1986年（昭和61年）11月3日 - 大学開学20周年記念式典を挙行
- 1987年（昭和62年）10月25日 - 親和学園創立100周年記念式典を挙行
- 1989年（平成元年）3月29日 - 法人本部、高等学校、中学校が神戸市中央区山手通から神戸市東灘区へ移転
- 1993年（平成05年）12月14日 - 教育専攻科設置について文部省より受理される
- 1994年（平成06年）4月1日 - 大学名を神戸親和女子大学へ改称。教育専攻科設置
- 1996年（平成08年）10月19日 - 大学開学30周年記念式典を挙行
- 1997年（平成09年）
  - 4月1日 - 文学部の英文学科を英米文学科に改称
  - 11月15日 - 親和学園創立110周年記念式典を挙行
- 1997年（平成09年）12月19日 - 文学部に人間科学科設置認可
- 1998年（平成10年）4月1日 - 文学部に人間科学科開設
- 2001年（平成13年）12月20日 - 大学院設置認可（文学研究科心理臨床学専攻修士課程、同教育学専攻修士課程）
- 2002年（平成14年）
  - 4月1日 - 大学院文学研究科心理臨床学専攻修士課程、教育学専攻修士課程開設
  - 5月29日 - 文学部に総合文化学科、心理臨床学科、福祉臨床学科設置認可
- 2003年（平成15年）4月1日 - 文学部に総合文化学科・心理臨床学科・福祉臨床学科開設。 親和保育園を開園
- 2004年（平成16年）11月17日 - 発達教育学部（児童教育学科・心理臨床学科・福祉臨床学科）の設置に係る届出が受理される
- 2005年（平成17年）4月1日 - 発達教育学部（児童教育学科・心理臨床学科・福祉臨床学科）設置
- 2006年（平成18年）
  - 1月31日 - 通信教育部（発達教育学部児童教育学科・福祉臨床学科）設置認可
  - 4月1日 - 通信教育部（発達教育学部児童教育学科・福祉臨床学科）開設（本学初の男女共学の学部となる）
  - 6月3日 - 大学開学40周年記念式典を挙行
  - 10月6日 - 三宮サテライトキャンパスミント神戸教室を開設
- 2007年（平成19年）
  - 3月31日 - 文学部国文学科を廃止
  - 7月1日 - 三宮サテライトキャンパスセンタープラザ教室を開設
  - 10月20日 - 親和学園、高等学校、中学校創立120周年記念式典を挙行
  - 日付不明 - 千鳥が丘親和保育園を開園
- 2008年（平成20年）4月1日 - 発達教育学部にジュニアスポーツ教育学科を設置、同学部心理臨床学科を心理学科に改称
- 2009年（平成21年） - （次年度入学者希望者に対して）教育専攻科は、対外的な（学生）募集を控えるようになった[2]
- 2012年（平成24年）11月9日 - 学園創立125周年記念講演会を開催
- 2013年（平成25年） - 本年度より教育専攻科は学生募集停止[3]
- 2016年（平成28年）
  - 4月1日 - 神戸親和女子大学附属親和幼稚園を開園
  - 10月8日 - 大学創立50周年記念式典を挙行
- 2017年（平成29年） - 親和学園創立130周年
- 2019年（令和元年）
  - 4月1日 - 発達教育学部福祉臨床学科の学生募集を停止
  - 4月 - スポーツセンター[4]を開設
- 2021年（令和03年） - 文学部の総合文化学科を「国際文化学科」へ名称変更、同学部に心理学科を届出設置[注釈 2]
- 2022年（令和04年） - 発達教育学部を教育学部に名称変更、同学部ジュニアスポーツ教育学科をスポーツ教育学科に改称[注釈 3]
- 2023年（令和05年） - 男女共学化し、大学名を神戸親和大学へ改称[1][5]
- 2024年（令和06年） -  教育学部の児童教育学科を「教育学科」へ名称変更[6]

## 教育組織

### 学部
- 文学部
  - 国際文化学科
    - 日本語・日本文学コース
    - 国際コミュニケーションコース
    - 情報コミュニケーションコース

  - 心理学科
    - ビジネス・社会心理コース
    - 公認心理師・臨床心理士コース
- 教育学部[注釈 4]
  - 教育学科
    - 小学校・中学校教育コース
    - 小学校教育プラスコース
    - 幼児教育・保育コース

  - スポーツ教育学科
    - 学校体育・スポーツ教育コース
    - スポーツ心理・健康福祉コース
    - 生涯スポーツ・マネジメントコース

※ 学部のコース名は大学発行の『入学試験ガイド2023』（Web版）に基づくもの。

### 大学院
学部（学士課程）は、通信教育課程以外、女子のみを受け入れる男女別学（注：2022年度まで）であるが、大学院は男女共学である。
- 文学研究科
  - 心理臨床学専攻（修士課程）
  - 教育学専攻（修士課程）

### 通信教育部
教育学部教育学科
- 正科生（1年次入学・3年次編入学）[注釈 5]
  - 幼児教育学コース
  - 初等教育学コース
  - 保育学コース
  - 学校心理学・教育学コース
- 課程正科生[注釈 6]
  - 幼稚園教員1種免許状取得コース
  - 小学校教諭1種免許状取得コース

（参考）
通信教育部の福祉臨床学科は2020年4月の入学生募集をもって終了。

### 附属組織
- 学習教育総合センター
- 国際教育研究センター
- 地域連携センター
- 教職課程・実習支援センター
- 心理・教育相談室
- キャリアセンター
- スポーツセンター
- 国際・留学センター
- 認定こども園 神戸親和大学附属親和幼稚園

## シンボル

### 校章
鏡・菊・葵をデザインしている。菊の花びらと葵の葉に囲まれた鏡（和鏡）に篆書で「大学」の字を記したもの。なお、「葵」は校祖の家紋である。

### シンボルマーク
頭文字である「S」を、手を携えつながる二人の人のように表現している。

### マスコット
大学の略称「親和」の地元読みにちなみ「shinnaちゃん」という。デザイン事務所「REC2nd」の作品。筆記体の「Kobe Shinwa Women's University」をリング状に書いて顔の輪郭とし、その中に目鼻口を描いたもの。

## 学内奨学金
給付型
- 神戸親和大学奨学金
  - 植田奨学金
  - 授業料免除
- 姉妹在学助成
- 校祖友國晴子先生記念奨学金
- 沖縄奨励奨学金

貸与型
- 神戸親和大学奨学金
  - 貸与奨学金
  - 臨時貸与奨学金
- 神戸親和大学福祉特別貸与奨学金
- 父母の会奨学金
- すずらん会奨学金

## 通信教育部 協定校
以下の大学の在学生は学内での選考により、通信教育部の科目等履修生として小学校教員免許に関する科目を併修できる。
| - 大谷大学 - 京都学園大学 人間文化学部 - 京都光華女子大学 - 京都嵯峨芸術大学 - 同志社大学 - 大阪学院大学 - 大阪経済大学 - 関西大学 - 摂南大学 - 桃山学院大学 | - 帝塚山学院大学 - 神戸学院大学 - 神戸市外国語大学 - 神戸松蔭女子学院大学 - 天理大学 - 徳山大学 - 筑紫女学園大学 - 福岡女学院大学 - 活水女子大学 - 宮崎産業経営大学 |

## 対外関係
他の大学との協定
国際・学術交流等協定校
- エディスコーワン大学（オーストラリア・西オーストラリア州・パース）
- ソウル女子大学校（韓国・ソウル特別市）
- 東北師範大学（中国・吉林省・長春市）
- 華東師範大学（中国・上海市）
- 上海体育大学（中国語版）（中国・上海市）
- 蘇州大学（中国・江蘇省・蘇州市）
- 大連理工大学 城市学院（中国・遼寧省・大連市）
- 大連交通大学 信息工程学院（中国・遼寧省・大連市）

## 主な出身者
- 若宮テイ子（DJ・ラジオパーソナリティ）
- 藤原紀香（女優）
- 清家麻里奈（ファッションモデル）
- 道下ひなの（バレーボール選手：KUROBEアクアフェアリーズ）